# Portada/efemèride setembre 28
Marcello Mastroianni
« 27 de setembre · 28 de setembre · 29 de setembre »